# Genusbudgetering

Syftet med genusbudgetering är att öka jämställdheten mellan könen.

Genusbudgetering är ett svenskt nyord som syftar till en budgetprocess med ett integrerat genusperspektiv. Detta görs bland annat genom att utvärdera budgetens effekt ur ett genusperspektiv och att med budgeten aktivt försöka främja jämlikhet mellan könen.
Genusbudgetering har bland annat använts inom EU:s jämställdhetsarbete och inom flera svenska kommuner. I oktober 2014, när Stefan Löfven presenterade sin regering, framhävde han sin regering som feministisk, och att de skulle använda sig av genusbudgetering i regeringens budgetproposition. 2015 avsatte Stockholms stad en miljon kronor för att göra en genusbudgetering.